# B–29 Superfortress

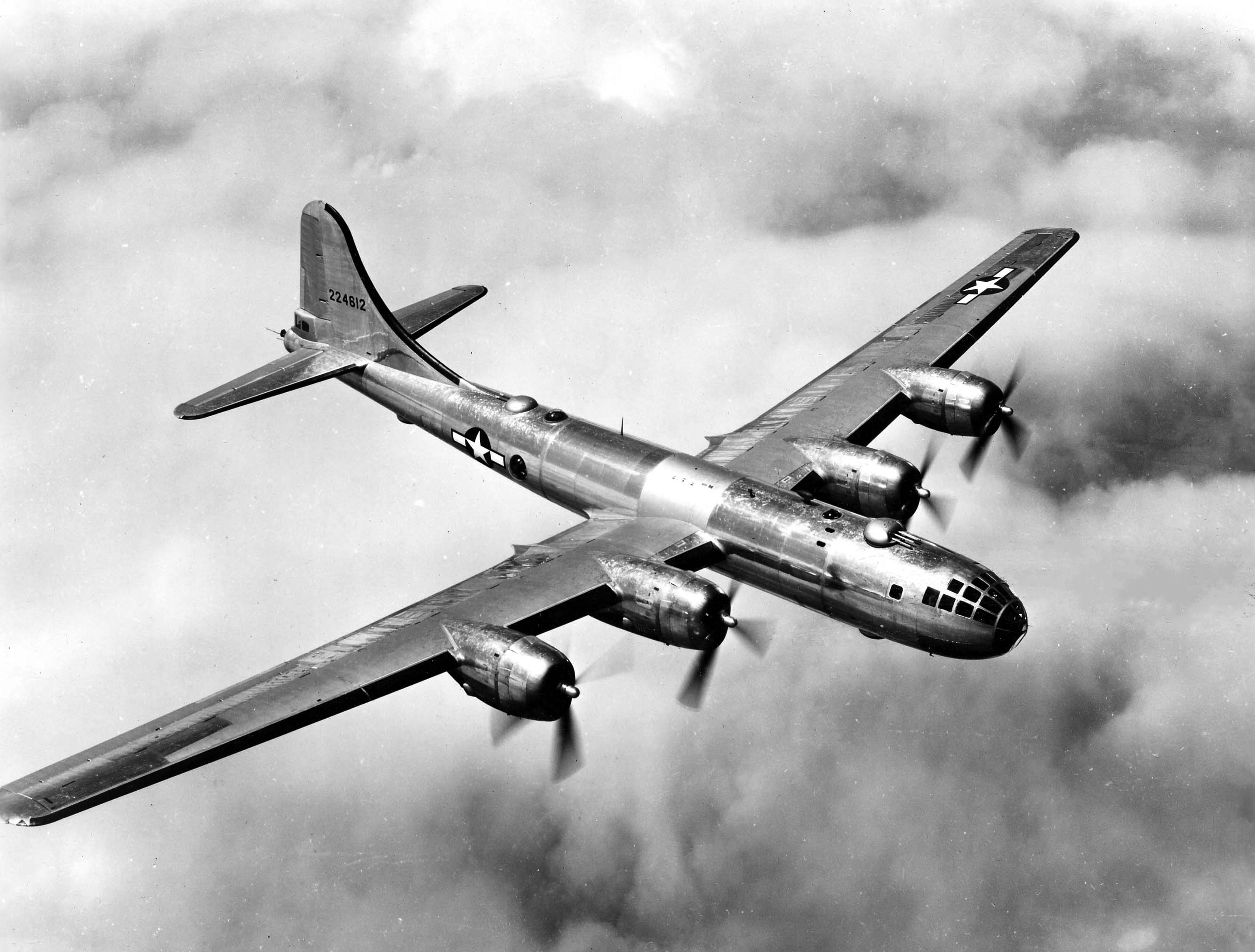
Egy Superfortress repülés közben

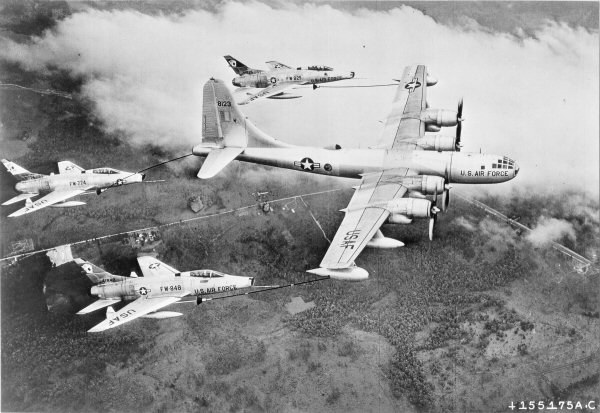
F–100 Super Sabre-eket tankoló KB–50D

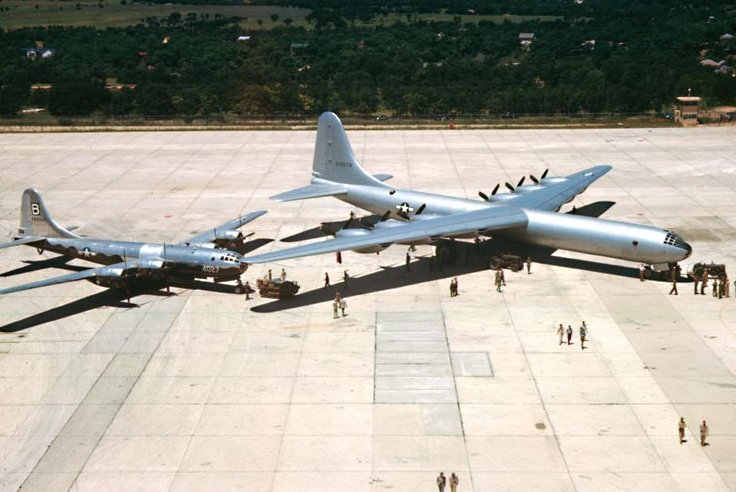
A B–29 szinte eltörpül a nagytestvér B–36 Peacemaker mellett. Méretei még a B–52-ét is némileg meghaladták (1948, Texas)

A B–29 Superfortress a Boeing által kifejlesztett négymotoros nehéz bombázó repülőgép volt, amelyet a második világháborúban vetett be az Amerikai Légierő. Superfortress nevét az akkor már ismertté vált B–17 Flying Fortresst meghaladó képességei miatt kapta, amely támadókapacitás végül az utolsó „Erődben”, a B–52 Stratofortressben csúcsosodott ki.
Az alulmotorizált típus volt a szolgálatba állított legnagyobb repülőgép a világháború idején. A háború Boeing-bombázóinak legfejlettebbje hermetizált kabinnal és törzsvéggel, a kettő között hermetikus alagúttal rendelkezett. Géppuskatornyait távvezérlésű tűzvezető rendszerben egyesítették, amellyel a gép önvédelmi képességei javultak elődeihez képest. Túlnyomásos törzsének köszönhetően nagy magasságú bombázó bevetéseket teljesíthetett nappal is, ettől függetlenül több alacsonytámadást végeztek éjszaka is a háború alatt. A Japán Birodalom uralmának megtöréséhez elsődlegesen használt bombázótípus volt, 1945 elejétől ezeket a gépeket vetették be a főszigetek ellen, illetve ezen típus fedélzetéről vetették be az első két atombombát. 1945. augusztus 6-án Hirosimára az Enola Gay elnevezésű gép a Little Boy nevű bombát dobta le. Augusztus 9-én Nagaszakira pedig a Bockscar nevű gép a Fat Man kódnévvel ellátott atombombát dobta.
Habár indokolt lett volna a világháború többi hadszínterén is bevetni, mégis csak a Csendes-óceáni és a Kína–Burma–India hadszíntéren alkalmazták. A 41–36393 sorozatszámú YB–29–BW, becenevén a Hobo Queen („Hobó királynő”) üzemeltetési tesztekre a kelet-angliai RAF Bovingdon légibázisra települt „demonstrációs célokból”. A demonstráció célja az volt, hogy elhitessék a német vezetéssel, a típus hamarosan részt vállal az Európa feletti légi hadjáratokban. A gépről több fotó is megjelent a Völkischer Beobachter című német propagandaújság címlapjain. Bevetve azonban Európa felett nem volt.
A legtöbb hadászati nehézbombázóhoz hasonlóan, a háborút követően is üzemben maradtak. Japán felett a V-Napot követően egészségügyi és élelmezési ellátmányokat szállítottak és szórtak ki ejtőernyővel, illetve rakodtak ki a repülőtereken. A típust alkalmazták a berlini légihídban is, a berlini blokád enyhítésére. Több példányt polgári célokra is felhasználtak, mint a Stratovision vállalat részére átépített repülő tévé-átjátszó állomások. Bevetették a koreai háborúban is.
A típust végleg az 1960-as években vonták ki, összesen 3970 darabot gyártottak belőle 1943–1946 között. Bombázó feladatokra modernizált változata a B–50 Superfortress volt (ennél a típusnál sikerült az alulmotorizáltságot megszüntetni), amelyet 1965-ben vontak ki, légi utántöltő változata pedig a KB–29, melyet a KB–50-esek és a KC–97-esek váltottak fel. A Szovjetunió is lemásolta Tu–4 néven, több-kevesebb sikerrel. A Tu–4 szilárdságtani számításait újra el kellett készíteni az eltérő anyagminőségek miatt (gyakorlatilag csak formailag és aerodinamikai jellegében egyezett az eredetivel). Ezt a típust is az 1960-as évek közepén vonta ki a szovjet vezetés, váltótípusa a Tu–95 lett.
Konkurensének tekinthető a B–32 Dominator, de az nem volt sikeres. A Convair nehéz bombázóját hat hónappal hadrendbe állása után, még a háború végén, 1945. augusztus 30-án kivonták a szolgálatból.